# برنت فان موير
برنت فان موير (بالفرنسية: Brent Van Moer)‏ (و. 1998  م) هو دراج بلجيكي، ولد في بيفيرن.

## التصنيف
| السنة     | 2018 | 2019 | 2020 | 2021 | 2022 | 2023 | 2024 |
| --------- | ---- | ---- | ---- | ---- | ---- | ---- | ---- |
| عالمي     | 525  | 426  | 1283 | 589  | 946  | 213  | 363  |
| أوروبا    | 627  | 338  | 982  | 474  | 691  | -    | -    |
|           |      |      |      |      |      |      |      |
| مصدر: UCI |      |      |      |      |      |      |      |

## سجل الفوز

### سباقات أو مراحل فاز بها
| التاريخ        | السباق                                     | المركز                                            |
| -------------- | ------------------------------------------ | ------------------------------------------------- |
| 15 أبريل 2018  | طواف لوار وشير 2018                        | التاسع في تصنيف أفضل شاب                          |
| 30 يونيو 2018  | 2018 أوملوب هيت نيووسبلاد بيلوفتن          |                                                   |
| 07 يوليو 2018  | 2018 Grote Prijs Rik Van Looy              | الفائز في التصنيف العام                           |
| 24 سبتمبر 2018 | سباق الزمن تحت 23 سنة في بطولة العالم 2018 | الثاني في التصنيف العام                           |
| 07 أبريل 2019  | تريبتيك ديس مونتس إت شاتيوكس 2019          | السابع في التصنيف العام                           |
| 11 مايو 2019   | سوندفولدن جراند بريكس 2019                 | الثالث في التصنيف العام                           |
| 25 أغسطس 2019  | طواف الدنمارك 2019                         | الثالث في تصنيف أفضل شاب، السابع في التصنيف العام |
| 24 سبتمبر 2019 | سباق الزمن تحت 23 سنة في بطولة العالم 2019 | الخامس في التصنيف العام                           |
| 23 فبراير 2020 | فولتا الغارف 2020                          | التاسع في تصنيف أفضل شاب                          |
| 07 فبراير 2021 | نجم بسجس 2021                              | السابع في تصنيف أفضل شاب                          |
| 18 يوليو 2021  | طواف فرنسا 2021                            | العاشر في تصنيف أفضل شاب                          |